# Kunststen
Kunststen (kunststensbeton, kunstbeton) er en finbeton som fremstilles af forskellige slags knuste bjergarter i forskellige farver, for eksempel marmorskærver med hvid eller farvet cement som bindemiddel.
Kunststenens overflade kan bearbejdes når cementen er hærdnet og kan anvendes som flisebelægning eller facadebeklædning og som materiale for skulpturer og udsmykningsgenstande.
Tufsen, en legeskulptur af Egon Møller-Nielsen fra 1949, er et eksempel på en skulptur støbt i kunststen.